# EDC Paris Business School
Pour les articles homonymes, voir EDC.
EDC Paris Business School, anciennement l'École des cadres, est une école de commerce française.
Elle regroupe 1 750 étudiants à Puteaux.

## Histoire
La première promotion de l'École des cadres, dont le siège est alors au 92, avenue Charles de Gaulle, à Neuilly-sur-Seine, date de 1952. Elle est rachetée en 1995 sous l'impulsion d'Alain Dominique Perrin, par environ 250 anciens élèves (Robert Louis-Dreyfus, Jean Todt…). Après avoir porté le nom d’Ecole des Dirigeants et Créateurs d’Entreprise dans les années 2000, elle a été rebaptisée en 2014 « EDC Paris Business School ».
L'École délivre, depuis 2005, un titre certifié de niveau 5 par l’État. Depuis septembre 2009, EDC Paris délivre un diplôme visé conférant le grade de master, après l’avis de la commission d’évaluation des formations et diplômes de gestion.
Depuis 2016, elle est accréditée par EPAS.
En 2017, l'EDC est rachetée par Grupo Planeta via sa filiale Editis. 
L'école s'installe en 2021 dans un nouveau campus indépendant de 7000 mètres carrés à Puteaux, quittant le périmètre des tours. 

## Enseignement
L'école propose des programmes de différents niveaux pour ses étudiants : un Programme Grande Ecole (Bac +5), un Bachelor (Bac +3) ainsi que plusieurs Masters of Science (6 spécialisations notamment).
Les étudiants peuvent profiter d'échanges à l'international avec 110 universités partenaires réparties dans 50 pays. 

## Anciens élèves
- Jean-Lin Lacapelle (promo 1989), député européen
- Philippe Lavil (promo 1970), chanteur[10]
- Charles Marinakis, (promo 1985), président de Century 21 France[11]
- Alain Dominique Perrin (promo 1968), Ancien CEO (Financière Richemont), Président de l’EFMD & de la fondation Cartier[12]
- Jean Todt (promo 1969), Président de la FIA[13]
- Michel Trollé (promo 1971), fondateur de Century 21 France[14]